# Callum Ilott
Callum Ilott (Cambridge, 1998. november 11. –) brit autóversenyző, korábban a Scuderia Ferrari versenyzői akadémia tagja volt.

## Pályafutása

### Gokart
Ilott generációjának és nemzetének legsikeresebb gokartversenyzője volt. Számos nemzetközi és hazai sorozatot nyert meg. Gokartos pályafutása alatt, 2010-től 2014-ig összesen 8 bajnoki és kupagyőzelmet szerzett.

### Toyota Racing Series
2015-ben ült először együléses formulaautóban az új-zélandi Toyota Racing Series versenyein az ETEC Motorsport színeiben. Ekkor Red Bull festésű sisakot használt, de ekkor még nem erősítették meg, hogy az energiaital gyártó cég támogatja. A hetedik versenyen, a Hampton Downs Motorsport Parkban a 4. helyen végzett. Toupóban a leggyorsabb tudott lenni az edzéseken. Manfeildben ismét nagyon közel került a dobogóhoz, de itt is a 4. lett. Az összetettet táblázatot a 16. pozícióban zárta. Az edzéseken és a kvalifikáción gyors volt, de a versenyeken nem volt meg a tempója.

### Formula–3 Európa-bajnokság
2015-ben rajthoz állt 16 évesen a Formula–3 Európa-bajnokságban a Carlin csapatában. Újonc létére a szezon elején komoly bajnokesélyesnek gondolták a szakértők. Mielőtt bemutatkozhatott volna kipróbált egy Formula Renault autót is. Az idényben egyszer felállhatott a pódiumra, a Nürburgringen. Az újoncok számra kiírt kategóriában a 7., az összetettben a 12. helyen zárt.
2016-ra átszerződött a holland Van Amersfoort Racinghez, ahol a csapattársai Pedro Piquet, Harrison Newey és Anthoine Hubert lettek. A szezonnyitó Paul Ricardon első futamgyőzelmét szerezte, majd a Red Bull Ringen is győzni tudott. Ezeknek is köszönhetően az év végén a 6. helyre rangsorolták 226 ponttal.
2016. november 22-én hivatalosan bejelentették, hogy Ilott az olasz Prema Powerteam gárdájához igazolt és velük versenyez a 2017-es évadban. Teljesítménye jelentősen javult, hat versenyt nyert és további öt alkalommal állt fel a pódiumra és csak 39 ponttal maradt alul az összetett 3. helytől, amelyet csapattársa, Maximilian Günther szerzett meg.

### GP2
2016 decemberében a GP2-es sorozatban részvevő ART Grand Prix alakulatával tesztelhetett a Yas Marina Circuiten.

### GP3
Az Abu-Dzabiban megrendezett GP3-as tetszek után bejelentették, hogy az ART végleg leigazolta a 2018-as kiírásra. Az összetett 3. helyén végzett társai, Nyikita Mazepin és Anthoine Hubert mögött. Hét alkalommal intették le az első háromban, ebből kétszer az első helyen.

### Formula–2
2017 júliusában hazai versenyeire, Silverstoneban a Trident  adott neki lehetőséget a 2017-es FIA Formula–2 szezonban. Mindkétszer a legjobb 10-en kívül zárt.
A következő évben a szezon utáni teszteken részt vett a Trident és a Charouz Racing System csapataival.
2019 januárjában hivatalosan bejelentették, hogy Ilott a teljes 2019-es szezonban a Sauber Junior Team Charouz versenyzője lett, Juan Manuel Correa csapattársaként. A spanyol és orosz sprintversenyeken egyaránt a harmadik helyen ért célba. Olaszországban, Monzában egyedül képviselte csapatát, mivel Belgiumban Correa súlyos balesetet szenvedett. Ezen a hétvégén megszerezte a főversenyre az első rajtkockát.
2020-ra csatlakozott a 2019-es konstruktőri második helyezett UNI-Virtuosi Racinghez Csou Kuan-jü mellé. 2020. július 4-én a szezonnyitó versenyt rögtön megnyerte, miután csapattársának elektronikai hiba miatt ki nem kellett állnia. Sokáig harcban volt a bajnoki címért Mick Schumacherrel. A legutolsó versenyre 14 pontos hátránnyal készült. Schumachernek a futam közben ki kellett állni a bokszba, így Ilottnak győznie kellett volna, de végül a tizedik helyen futott be, így megmaradt a hátránya és 2. lett az összetettben 201 egységgel. Az évadban 5 pole-pozíciót szerzett, amivel kiemelkedett a mezőnyből.

### Formula–1
2015-ben még a Formula–3 Európa-bajnokságban való bemutatkozása előtt bekerült a Red Bull Junior csapatába, de miután nyeretlen évet zárt kiesett a programból. A 2017-es 4. helye után leigazolta a Ferrari akadémia.
A 2019-es évközi teszt során Barcelonában vezethette az Alfa Romeo Racing C38-as kódjelű autóját. 41 kört teljesített, mielőtt a hármas kanyarban balesetezett. A 2020-as Eifel nagydíj 1. szabadedzésén bemutatkozhatott volna Formula–1-es versenyhétvégén a Haas csapatával, azonban az edzést a heves esőzések miatt törölték.
2020 decemberében a Ferrari bejelentette, hogy a 2021-es szezonban Ilott lesz a tartalék- és fejlesztőpilótájuk. 2021 áprilisában az Alfa Romeo tudatta, hogy náluk is tesztversenyzői feladatokat fog ellátni az idény során, aki a portugál nagydíj első szabadedzésén vezethette először a csapat egyik autóját.
2022 januárjában az évre bejelentett Ferrari akadémisták között nem szerepelt neve, ugyanis szünetet tartott IndyCar-szereplése miatt. A 2022-es miami nagydíjra az Alfa Romeo őt jelölte ki hivatalos tartalékosnak.

### IndyCar

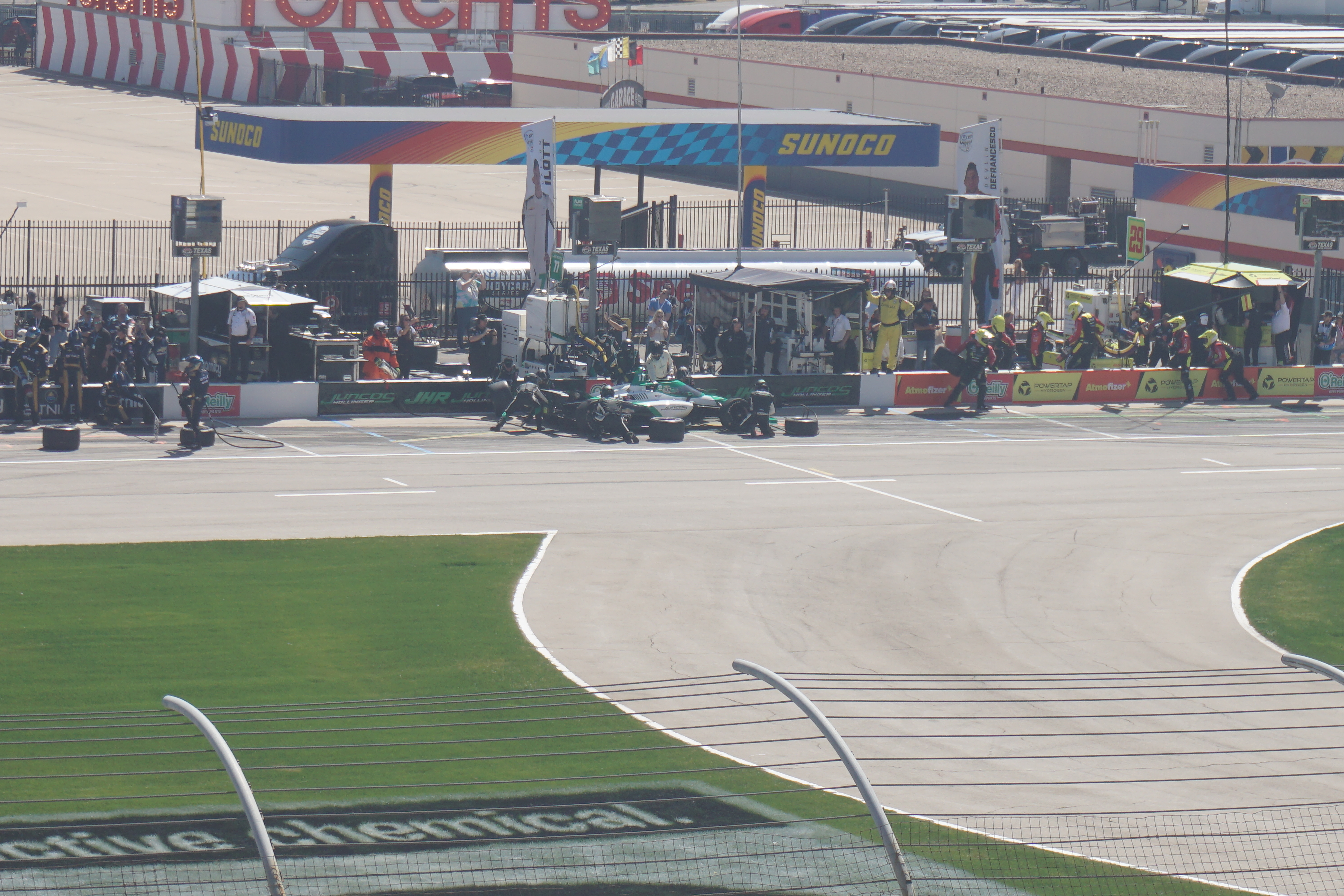
Ilott a 2022-es XPEL 375-ön.

Aláírt az amerikai IndyCar sorozat 2021-es kiírásának utolsó 3 fordulójára a visszatérő Juncos Hollinger Racing színeiben. Portlandben debütált, ahol a 110 körből csak 77-et bírt teljesíteni mechanikai gondok miatt. A 15. hétvégén, Laguna Secában egy kör hátránnyal ért célba. Long Beachen a verseny felénél ismét mechanikai problémák miatt volt kénytelen kiszállni.
2021. szeptember 24-én a teljes 2022-es évre szóló szerződést kötött az istállóval. Márciusban, Texasben egy edzésen a Jack Harvey autójáról lerepülő alkatrészt kivédte a szélvédő (aerosreen), amely nélkül Ilott sisakjának csapódott volna. A 106. indianapolisi 500-on történt balesetét követően eltörte a jobb csuklóját és nem kapott orvosi engedélyt a Detroit nagydíjon való indulásra, ezért ott Santino Ferrucci helyettesítette. Road Americában ült vissza a volán mögé, ahol a 11. helyen intették le.
2022. július 28-án további két évvel hosszabbított a csapattal. A 2023-as St. Petersburg-i szezonnyitón az 5. helyen zárt, amely a legjobb helyezése volt a bajnokságban. A 107. indianapolisi 500-ra a gárda úgy döntött, hogy új alvázat szerel fel Ilott autójára. Annak ellenére, hogy előtte összesen csak 11 kört tett meg az új alvázzal, a versenyen néhány kört vezetett, és végül a 12. helyen végzett. Az évad során új csapattársa, az argentin Agustín Canapino szurkolói több alkalommal és halálosan megfenyegették, emellett a szintén argentin csapatalapító, Ricardo Juncos is többször kritizálta.
2023. október 26-án a hivatalos közlemény szerint közösen megállapodtak a versenyző szerződésének felbontásában.

### Sportautózás
2021 februárjában a Ferrari nevezte a GT Európa Endurance-kupára az Iron Lynx csapatához Antonio Fuoco és Davide Rigon mellé. Részt vett a 2021-es Le Mans-i 24 órás versenyen a GTE Amatőrök között Andrea Piccini helyét átvéve, aki egyéb okok miatt nem vállalta az indulást. A leintéskor kategóriában a dobogós 3. helyen végzett Matteo Cressoni és Rino Mastronardi csapattársaként.
2023 februárjában a Hertz Team Jota bejelentette leigazolását a 2024-es WEC-szezonra a Hypercar csúcskategóriába, egy Porsche 963-mal. Csapattársai Will Stevens és Norman Nato lettek.

## Eredményei

### Karrier összefoglaló
| Szezon | Bajnokság                  | Csapat                        | Verseny        | Győzelem       | Pole           | Leggyorsabb kör | Dobogós helyezés | Pont           | Helyezés       |
| ------ | -------------------------- | ----------------------------- | -------------- | -------------- | -------------- | --------------- | ---------------- | -------------- | -------------- |
| 2015   | Formula–3 Európa-bajnokság | Carlin                        | 33             | 0              | 0              | 0               | 1                | 65,5           | 12.            |
| 2015   | Masters of Formula–3       | Carlin                        | 1              | 0              | 0              | 0               | 0                | –              | 8.             |
| 2015   | Makaói nagydíj             | Carlin                        | 1              | 0              | 0              | 0               | 0                | —              | Kiesett        |
| 2015   | Toyota Racing Series       | ETEC Motorsport               | 16             | 0              | 0              | 1               | 0                | 358            | 16.            |
| 2016   | Formula–3 Európa-bajnokság | Van Amersfoort Racing         | 30             | 2              | 2              | 3               | 6                | 226            | 6.             |
| 2016   | Masters of Formula–3       | Van Amersfoort Racing         | 1              | 0              | 0              | 0               | 0                | —              | 4.             |
| 2016   | Makaói nagydíj             | Van Amersfoort Racing         | 1              | 0              | 0              | 0               | 0                | —              | 5.             |
| 2017   | Formula–3 Európa-bajnokság | Prema Powerteam               | 30             | 5              | 8              | 8               | 10               | 297            | 4.             |
| 2017   | Makaói nagydíj             | Prema Powerteam               | 1              | 0              | 1              | 0               | 0                | —              | 15.            |
| 2017   | Formula–2                  | Trident                       | 2              | 0              | 0              | 0               | 0                | 0              | 25.            |
| 2018   | GP3                        | ART Grand Prix                | 18             | 2              | 1              | 2               | 7                | 167            | 3.             |
| 2018   | Makaói nagydíj             | Carlin                        | 1              | 0              | 0              | 0               | 0                | —              | 7.             |
| 2019   | Formula–2                  | Sauber Junior Team by Charouz | 22             | 0              | 1              | 0               | 2                | 74             | 11.            |
| 2019   | Makaói nagydíj             | Sauber Junior Team by Charouz | 1              | 0              | 0              | 0               | 0                | —              | 6.             |
| 2020   | Formula–2                  | UNI-Virtuosi Racing           | 24             | 3              | 6              | 1               | 7                | 201            | 2.             |
| 2020   | Formula–1                  | Haas                          | Tesztpilóta    | Tesztpilóta    | Tesztpilóta    | Tesztpilóta     | Tesztpilóta      | Tesztpilóta    | Tesztpilóta    |
| 2020   | Formula–1                  | Alfa Romeo                    | Tesztpilóta    | Tesztpilóta    | Tesztpilóta    | Tesztpilóta     | Tesztpilóta      | Tesztpilóta    | Tesztpilóta    |
| 2021   | IndyCar                    | Juncos Hollinger Racing       | 3              | 0              | 0              | 0               | 0                | 18             | 38.            |
| 2021   | GT Európa Endurance-kupa   | Iron Lynx Motorsport Lab      | 5              | 0              | 0              | 1               | 0                | 27             | 11.            |
| 2021   | Formula–1                  | Scuderia Ferrari              | Tesztpilóta    | Tesztpilóta    | Tesztpilóta    | Tesztpilóta     | Tesztpilóta      | Tesztpilóta    | Tesztpilóta    |
| 2021   | Formula–1                  | Alfa Romeo                    | Tartalékpilóta | Tartalékpilóta | Tartalékpilóta | Tartalékpilóta  | Tartalékpilóta   | Tartalékpilóta | Tartalékpilóta |
| 2022   | IndyCar                    | Juncos Hollinger Racing       | 16             | 0              | 0              | 0               | 0                | 219            | 20.            |
| 2022   | Formula–1                  | Alfa Romeo                    | Tartalékpilóta | Tartalékpilóta | Tartalékpilóta | Tartalékpilóta  | Tartalékpilóta   | Tartalékpilóta | Tartalékpilóta |
| 2023   | IndyCar                    | Juncos Hollinger Racing       | 17             | 0              | 0              | 0               | 0                | 266            | 16.            |
| 2023   | GT World Challenge America | Wright Motorsports            | 1              | 0              | 0              | 0               | 1                | 0              | HN‡            |
| 2024   | WEC                        | Hertz Team Jota               | 0              | 0              | 0              | 0               | 0                | 0              | —              |

* A szezon jelenleg is zajlik.
‡ Mivel Ilott vendégpilóta volt, ezért nem részesült pontokban.

### Teljes Formula–3 Európa-bajnokság eredménysorozata
(Táblázat értelmezése)

(Félkövér: pole-pozícióból indult; dőlt: leggyorsabb kört futott) 

| Év   | Csapat                | 1        | 2        | 3        | 4        | 5       | 6        | 7        | 8        | 9        | 10       | 11       | 12       | 13       | 14       | 15      | 16       | 17       | 18      | 19       | 20       | 21       | 22       | 23       | 24       | 25       | 26        | 27       | 28       | 29        | 30       | 31       | 32       | 33      | Helyezés | Pont |
| ---- | --------------------- | -------- | -------- | -------- | -------- | ------- | -------- | -------- | -------- | -------- | -------- | -------- | -------- | -------- | -------- | ------- | -------- | -------- | ------- | -------- | -------- | -------- | -------- | -------- | -------- | -------- | --------- | -------- | -------- | --------- | -------- | -------- | -------- | ------- | -------- | ---- |
| 2015 | Carlin                | SIL 1 10 | SIL 2 19 | SIL 3 9  | HOC 1 13 | HOC 2 5 | HOC 3 10 | PAU 1 11 | PAU 2 15 | PAU 3 16 | MNZ 1 20 | MNZ 2 14 | MNZ 3 15 | SPA 1 14 | SPA 2 11 | SPA 3 4 | NOR 1 11 | NOR 2 16 | NOR 3 7 | ZAN 1 11 | ZAN 2 12 | ZAN 3 22 | RBR 1 30 | RBR 2 12 | RBR 3 10 | ALG 1 16 | ALG 2 26† | ALG 3 11 | NÜR 1 3  | NÜR 2 9   | NÜR 3 8  | HOC 1 15 | HOC 2 11 | HOC 3 5 | 12.      | 65.5 |
| 2016 | Van Amersfoort Racing | LEC 1 10 | LEC 2 1  | LEC 3 12 | HUN 1 Ki | HUN 2 9 | HUN 3 6  | PAU 1 5  | PAU 2 3  | PAU 3 4  | RBR 1    | RBR 2 4  | RBR 3 2  | NOR 1 Ki | NOR 2 7  | NOR 3 7 | ZAN 1 5  | ZAN 2 3  | ZAN 3 6 | SPA 1 16 | SPA 2 5  | SPA 3 Ki | NÜR 1 5  | NÜR 2 7  | NÜR 3 4  | IMO 1 15 | IMO 2 Ki  | IMO 3    | HOC 1 Ki | HOC 2 Kiz | HOC 3 Ki |          |          |         | 6.       | 226  |
| 2017 | Prema Powerteam       | SIL 1 Ki | SIL 2    | SIL 3 1  | MNZ 1 9  | MNZ 2 7 | MNZ 3 1  | PAU 1 Ki | PAU 2 3  | PAU 3 2  | HUN 1 5  | HUN 2 1  | HUN 3 2  | NOR 1 Ki | NOR 2 9  | NOR 3 9 | SPA 1 14 | SPA 2 6  | SPA 3 4 | ZAN 1 5  | ZAN 2 1  | ZAN 3 19 | NÜR 1 4  | NÜR 2 3  | NÜR 3 4  | RBR 1    | RBR 2 4   | RBR 3 Ki | HOC 1 4  | HOC 2 1   | HOC 3 5  |          |          |         | 4.       | 344  |

† A versenyt nem fejezte be, de helyezését értékelték, mert teljesítette a versenytáv több, mint 90%-át.

### Teljes FIA Formula–2-es eredménysorozata
(Táblázat értelmezése)

(Félkövér: pole-pozícióból indult; dőlt: leggyorsabb kört futott) 

| Év   | Csapat             | 1          | 2          | 3          | 4          | 5         | 6         | 7          | 8           | 9          | 10         | 11         | 12         | 13         | 14         | 15         | 16         | 17         | 18        | 19        | 20          | 21         | 22          | 23         | 24          | Helyezés | Pont |
| ---- | ------------------ | ---------- | ---------- | ---------- | ---------- | --------- | --------- | ---------- | ----------- | ---------- | ---------- | ---------- | ---------- | ---------- | ---------- | ---------- | ---------- | ---------- | --------- | --------- | ----------- | ---------- | ----------- | ---------- | ----------- | -------- | ---- |
| 2017 | Trident            | BHR FEA    | BHR SPR    | ESP FEA    | ESP SPR    | MON FEA   | MON SPR   | AZE FEA    | AZE SPR     | AUT FEA    | AUT SPR    | GBR FEA 19 | GBR SPR 14 | HUN FEA    | HUN SPR    | BEL FEA    | BEL SPR    | ITA FEA    | ITA SPR   | JER FEA   | JER SPR     | UAE FEA    | UAE SPR     |            |             | 24.      | 0    |
| 2019 | Sauber Junior Team | BHR FEA 14 | BHR SPR 16 | AZE FEA Ki | AZE SPR 9  | ESP FEA 8 | ESP SPR 3 | MON FEA Ni | MON SPR 14  | FRA FEA Ki | FRA SPR 8  | AUT FEA 14 | AUT SPR 9  | GBR FEA 8  | GBR SPR 4  | HUN FEA 10 | HUN SPR 10 | BEL FEA T  | BEL SPR T | ITA FEA 4 | ITA SPR 12† | RUS FEA 9  | RUS SPR 3   | UAE FEA 5  | UAE FEA 4   | 11.      | 74   |
| 2020 | UNI-Virtuosi       | AUT1 FEA 1 | AUT1 SPR 9 | AUT2 FEA 5 | AUT2 SPR 5 | HUN FEA 8 | HUN SPR 2 | GBR1 FEA 5 | GBR1 SPR Ki | GBR2 FEA 1 | GBR2 SPR 6 | ESP FEA 5  | ESP SPR 8  | BEL FEA 10 | BEL SPR Ki | ITA FEA 6  | ITA SPR 1  | MUG FEA 12 | MUG SPR 6 | RUS FEA 3 | RUS SPR 7‡  | BHR1 FEA 2 | BHR1 SPR 16 | BHR2 FEA 5 | BHR2 SPR 10 | 2.       | 201  |

† A versenyt nem fejezte be, de helyezését értékelték, mert a versenytáv több, mint 90%-át teljesítette.
‡ A versenyt félbeszakították, és mivel nem teljesítették a táv 75%-át, így csak a pontok felét kapta meg.

### Teljes GP3-as eredménysorozata
(Táblázat értelmezése)

(Félkövér: pole-pozícióból indult; dőlt: leggyorsabb kört futott) 

| Év   | Csapat         | 1         | 2         | 3         | 4         | 5         | 6         | 7         | 8         | 9         | 10        | 11        | 12        | 13        | 14          | 15         | 16         | 17        | 18        | Helyezés | Pont |
| ---- | -------------- | --------- | --------- | --------- | --------- | --------- | --------- | --------- | --------- | --------- | --------- | --------- | --------- | --------- | ----------- | ---------- | ---------- | --------- | --------- | -------- | ---- |
| 2018 | ART Grand Prix | ESP FEA 3 | ESP SPR 7 | FRA FEA 8 | FRA SPR 1 | AUT FEA 1 | AUT SPR 6 | GBR FEA 3 | GBR SPR 5 | HUN FEA 6 | HUN SPR 2 | BEL FEA 6 | BEL SPR 3 | ITA FEA 3 | ITA SPR Kiz | RUS FEA 13 | RUS SPR 18 | UAE FEA 4 | UAE SPR 4 | 3.       | 167  |

### Teljes Formula–1-es eredménysorozata
(Táblázat értelmezése)

(Félkövér: pole-pozícióból indult; dőlt: leggyorsabb kört futott) 

| Év   | Csapat     | 1   | 2   | 3      | 4   | 5   | 6   | 7   | 8   | 9      | 10  | 11        | 12  | 13  | 14  | 15  | 16  | 17  | 18  | 19  | 20  | 21  | 22  | Helyezés | Pont |
| ---- | ---------- | --- | --- | ------ | --- | --- | --- | --- | --- | ------ | --- | --------- | --- | --- | --- | --- | --- | --- | --- | --- | --- | --- | --- | -------- | ---- |
| 2020 | Haas       | AUT | STY | HUN    | GBR | 70  | ESP | BEL | ITA | TOS    | RUS | EIF Tp[a] | POR | EMI | TUR | BHR | SAK | UAE |     |     |     |     |     | —        | —    |
| 2021 | Alfa Romeo | BHR | EMI | POR Tp | ESP | MON | AZE | FRA | STY | AUT Tp | GBR | HUN       | BEL | NED | ITA | RUS | TUR | USA | MEX | BRA | QAT | SAU | UAE | —        | —    |

- ↑ a:  - A 2020-as Eifel nagydíj 1. szabadedzésén ő vezette volna az egyik Haast, de az edzést a heves esőzések miatt törölték.

### Teljes IndyCar eredménysorozata
| Év   | Csapat                  | 1      | 2       | 3      | 4      | 5      | 6       | 7      | 8      | 9      | 10     | 11     | 12     | 13     | 14     | 15     | 16     | 17     | 18  | Helyezés | Pont |
| ---- | ----------------------- | ------ | ------- | ------ | ------ | ------ | ------- | ------ | ------ | ------ | ------ | ------ | ------ | ------ | ------ | ------ | ------ | ------ | --- | -------- | ---- |
| 2021 | Juncos Hollinger Racing | ALA    | STP     | TXS    | TXS    | IMS    | INDY    | DET    | DET    | ROA    | MDO    | NSH    | IMS    | GTW    | POR 25 | LAG 22 | LBH 26 |        |     | 38.      | 18   |
| 2022 | Juncos Hollinger Racing | STP 19 | TXS 16  | LBH 24 | ALA 25 | IMS 8  | INDY 32 | DET    | ROA 11 | MDO 23 | TOR 14 | IOW 12 | IOW 11 | IMS 14 | NSH 15 | GTW 21 | POR 9  | LAG 26 |     | 20.      | 219  |
| 2023 | Juncos Hollinger Racing | STP 5  | TXS 9   | LBH 19 | ALA 13 | IMS 18 | INDY 12 | DET 27 | ROA 18 | MDO 16 | TOR 18 | IOW 15 | IOW 14 | NSH 12 | IMS 17 | GTW 27 | POR 15 | LAG 5  |     | 16.      | 266  |
| 2024 | Arrow McLaren           | STP 13 | TRM2 NK | LBH    | ALA    | IMS    | INDY    | DET    | ROA    | LAG    | MDO    | IOW    | IOW    | TOR    | GTW    | POR    | MIL    | MIL    | NSH | 13.*     | 17*  |

* A szezon jelenleg is zajlik.
2 A verseny nem számít bele a bajnokságba

#### Indianapolis 500
| Év   | Kasztni | Motor     | Rajthely | Eredmény | Csapat                  |
| ---- | ------- | --------- | -------- | -------- | ----------------------- |
| 2022 | Dallara | Chevrolet | 19       | 32       | Juncos Hollinger Racing |
| 2023 | Dallara | Chevrolet | 27       | 12       | Juncos Hollinger Racing |

### Le Mans-i 24 órás autóverseny
| Év   | Csapat          | Csapattárs                       | Autó                | Kategória | Kör | Összetett Helyezés | Kategória Helyezés |
| ---- | --------------- | -------------------------------- | ------------------- | --------- | --- | ------------------ | ------------------ |
| 2021 | Iron Lynx       | Matteo Cressoni Rino Mastronardi | Ferrari 488 GTE Evo | GTE Am    | 338 | 27.                | 3.                 |
| 2024 | Hertz Team Jota | Will Stevens Norman Nato         | Porsche 963         | Hypercar  |     |                    |                    |

### Teljes FIA World Endurance Championship eredménysorozata
(Táblázat értelmezése)

(Félkövér: pole-pozícióból indult; dőlt: leggyorsabb kört futott) 

| Év   | Csapat          | Osztály  | Kasztni     | Motor                      | 1     | 2   | 3   | 4   | 5   | 6   | 7   | 8   | Helyezés | Pont |
| ---- | --------------- | -------- | ----------- | -------------------------- | ----- | --- | --- | --- | --- | --- | --- | --- | -------- | ---- |
| 2024 | Hertz Team Jota | Hypercar | Porsche 963 | Porsche 9RD 4.6 L Turbo V8 | QAT 2 | IMO | SPA | LMS | SÃO | COA | FUJ | BHR | 2.*      | 18*  |

* A szezon jelenleg is zajlik.